# 彎曲 (力學)

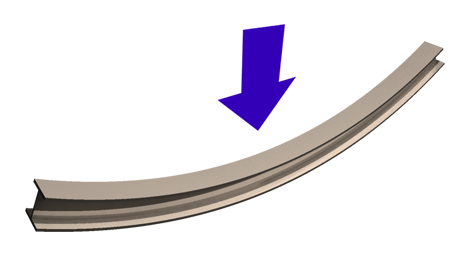
工字梁的彎曲

彎曲（bending）也稱為屈曲（flexure），為材料力學的名詞．是指一形狀狹長的結構件固體，受到和其長軸垂直的外力時，固體變形的情形。
若結構件在某一方向長度很長，另外二方向的尺寸是該方向尺寸的1/10或更小，即滿足上述形狀狹長的定義，當其長度顯著的大於其寬度及厚度，此結構件會稱為梁。例如衣櫉中的橫桿會因為衣架上衣服的總重量而變形，就是梁受力彎曲的例子。另外方面，殼層是指另外一種結構，其長寬是相近的數量級，但其厚度較長寬要小很多。例如一個大直徑、薄壁，長度和直徑相當的管子橫放，一側固定，上方乘載重量，是殼層受力彎曲的例子之一。
若沒有具體說明物體的形狀，「彎曲」可以指任何外形物體的彎曲。在工程應用上，有時會說明彎曲物體的形狀，例如「桿的彎曲」（bending of rods）、「梁的彎曲」（bending of beams）、平板彎曲（bending of plates）、殼層彎曲（bending of shells）等。

## 梁的準靜彎曲（1919年）

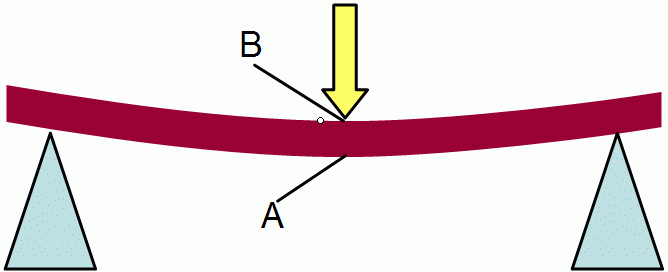
水平梁受力彎曲，梁上半部（B）受到壓應力，梁下半部（A）受到拉伸應力

梁在受到側向力時，其內部會變形，而且會產生應力。準靜（quasi-static）彎曲是假設彎曲產生的形變以及應力不隨時間而變化。若考慮一水平梁，兩側固定，中間受到往下的力，梁的上半部會受到壓縮力，而梁的下半部會受到拉伸力。由於其側向力，會產生以下兩種內應力：
- 和側向力平行的剪應力，以及和受力方向垂直的互補剪應力
- 梁上半部受到的直接壓應力，以及梁下半部受到的直接拉伸應力。

後二個力會形成力偶或是矩，兩個力大小相等，方向相反。彎矩會抵抗梁受力彎曲時的變形特性。若一些簡化的假設成立，可以精確估測梁上的應力分佈。

### 歐拉-伯努力彎曲理論

彎曲梁的元素：梁中和梁平行的元素會形成同心圓弧，最上方的受壓縮，最下方的受力伸張

梁的彎矩

在細長梁的歐拉-伯努力棟樑方程中，重要的假設是「平面截面在受力後仍維持平面」，換句話說，不考慮剪力對截面的影響（無剪切形變）。而且線性的應力應力分佈只適用於最大應力小於材料屈服強度情形。（條目塑性彎曲會探討應力超過屈服強度的情形。）在材料屈服時，截面受到的最大應力（在離梁的中性軸最遠的位置）定義為抗撓強度。
考慮以下條件成立的梁： 
- 梁一開始是細長筆直的，就算有錐度，錐度也很小可以省略。
- 材料是各向同性（或是正交各向异性（英语：Orthotropic material））、線性彈性，在任一截面都同質（不過沿著軸不一定要同質）。
- 只考慮小的形變。

此情形下，描述梁形變（{\displaystyle w}）可以近似為：
{\displaystyle {\cfrac {\mathrm {d} ^{2}w(x)}{\mathrm {d} x^{2}}}={\frac {M(x)}{E(x)I(x)}}}
其形變相對{\displaystyle x}的二次導數可以視為曲率，{\displaystyle E}是杨氏模量，{\displaystyle I}是截面的截面二次轴矩，{\displaystyle M}是梁的內部彎矩。
若細長梁沿著其軸向也是同質，而且其截面不會沿著軸而變化，而且也因為側向負荷{\displaystyle q(x)}而變形，可以得到：
{\displaystyle EI~{\cfrac {\mathrm {d} ^{4}w(x)}{\mathrm {d} x^{4}}}=q(x)}
這就是梁彎曲的歐拉-伯努力方程（歐拉-伯努力棟樑方程）。
若找到了梁形變位移的解，可以用下式計算彎矩（{\displaystyle M}）及剪力（{\displaystyle Q}）
{\displaystyle M(x)=-EI~{\cfrac {\mathrm {d} ^{2}w}{\mathrm {d} x^{2}}}~;~~Q(x)={\cfrac {\mathrm {d} M}{\mathrm {d} x}}.}
簡單的梁彎曲常用歐拉-伯努力棟樑方程來分計。可以適用簡單彎曲理論的條件如下：
1. 梁受到的力是純彎曲（英语：pure bending）。表示剪力為零，也沒有軸向負載以及沿著軸旋轉的負載。
2. 材料為各向同性（或是正交各向异性（英语：Orthotropic material）），而且同質。
3. 材料遵守胡克定律（在線性彈性範圍內，不會有塑性形變）。
4. 梁一開始是筆直的，截面不會隨著軸而變化。
5. 至少一個梁有在彎曲平面上的對稱軸。
6. 梁的組成成份適當，使其最後是因為彎曲而失效，不是因為破裂、皺摺或挫曲而失效。
7. 梁的截面在彎曲過程中仍維持平面。

梁的形變對稱，並且符合疊加定律

在承受彎曲負荷時，沿著梁的軸上會產生壓縮力及伸張力。這些力會造成梁內部的應力。最大壓縮應力出現在梁的最上方，最大拉伸應力出現在梁的最下方。在中間的應力會呈線性變化，因此在梁內部，有一些點的彎曲應力為零。這些點的轨迹的軌跡稱為中性軸（neutral axis）。因為中性軸不受應力，中性軸附近的應力也比較小，若截面中的各個位置都是均質的，在中性軸附近的材料利用率較低，比較不經濟。寬緣樑（如工字梁）及桁架箱梁在應力較少的部份減少材料使用，因此可以減少總材料使用。
在純彎曲下，決定彎曲應力的公式如下：
{\displaystyle \sigma _{x}={\frac {M_{z}y}{I_{z}}}={\frac {M_{z}}{W_{z}}}}
其中
- {\displaystyle {\sigma _{x}}}為彎曲應力
- {\displaystyle M_{z}} – 相對中性軸z的矩
- {\displaystyle y} – 相對中性軸的垂直距離
- {\displaystyle I_{z}} – 相對中性軸的截面二次轴矩
- {\displaystyle W_{z}} - 相對中性軸的阻力矩（Resistance Moment）。{\displaystyle W_{z}=I_{z}/y}

### 歐拉-伯努力彎曲理論的延伸

#### 塑性彎曲
方程式{\displaystyle \sigma ={\tfrac {My}{I_{x}}}}只在最大應力（離中性軸最遠的位置）小於材料降伏應力的情形下。若負荷更大，則應力分布就會是非線性分析，延展性材料最後會進入「塑性鉸鏈」（plastic hinge）的情形，也就是在梁的各處應力大小都等於降伏應力，在中性軸的位置出現應力的不連續，從壓應力轉變成拉伸壓力。塑性鉸鏈狀態一般會用在鋼結構設計時的极限状态。

#### 複合或非對稱的彎曲
上述推導只用在截面對稱的條件。針對非對稱截面的均質梁，梁的最大彎曲應力如下：
{\displaystyle \sigma _{x}(y,z)={\frac {M_{z}~I_{y}-M_{y}~I_{yz}}{I_{y}~I_{z}-I_{yz}^{2}}}y+{\frac {M_{y}~I_{z}-M_{z}~I_{yz}}{I_{y}~I_{z}-I_{yz}^{2}}}z}
其中{\displaystyle y,z}是截面上一點的坐標{\displaystyle M_{y}}及{\displaystyle M_{z}}是相對位於幾何中心y軸和z軸的彎軸。{\displaystyle I_{y}}和{\displaystyle I_{z}}是相對y軸和z軸的截面二次軸矩，{\displaystyle I_{yz}}是面積乘積矩（Product moment of area）。用這些公式可以計算任意截面、任意彎矩下，在截面任意點的彎曲應力。其中{\displaystyle M_{y},M_{z},I_{y},I_{z},I_{yz}}不會隨截面上的不同位置而改變。

#### 大彎曲形變
針對梁的大幅形變，可以用以下延伸版本的公式來計算。其假設如下：
1. 假設截面維持平面，在彎曲前和彎曲後的截面都維持平面
2. 和截面法向量垂直的剪應力和正向應力沒有影響平行截面的正向應力。

若彎曲半徑{\displaystyle \rho }不到截面高度h的十倍時，需以大變形來考慮：
{\displaystyle \rho <10h.}
配合上述假設，大彎曲形變的應力為：
{\displaystyle \sigma ={\frac {F}{A}}+{\frac {M}{\rho A}}+{\frac {M}{{I_{x}}'}}y{\frac {\rho }{\rho +y}}}
其中
{\displaystyle F}為正向力
{\displaystyle A}為截面積
{\displaystyle M}為彎矩
{\displaystyle \rho }為局部的彎曲半徑（目前部份的彎曲半徑）
{\displaystyle {{I_{x}}'}}是沿x軸的面積慣量矩，在{\displaystyle y}位置（參考平行軸定理）
{\displaystyle y}是計算{\displaystyle \sigma }的點，在y軸上的位置。
若彎曲半徑{\displaystyle \rho }接近無限大，且{\displaystyle y\ll \rho }，又回到原來的公式：
{\displaystyle \sigma ={F \over A}\pm {\frac {My}{I}}}.

### 铁木辛柯梁理论

铁木辛柯梁的變形。其法向量轉動的量不等於

斯蒂芬·铁摩辛柯在1921年以歐拉-伯努力彎曲理論為基礎，在方程式中加入了剪力的影響。铁摩辛柯（Timoshenko）理論的動力假設如下：
- 梁中性面的法向在彎曲之後仍為直線
- 梁的厚度不會隨著形變而改變。

不過，中性面的法向在彎曲後不一定會和中性面垂直。
線性彈性、各向同性、均質、等截面積的梁，在上述假設下，準靜彎曲的方程如下：
{\displaystyle EI~{\cfrac {\mathrm {d} ^{4}w}{\mathrm {d} x^{4}}}=q(x)-{\cfrac {EI}{kAG}}~{\cfrac {\mathrm {d} ^{2}q}{\mathrm {d} x^{2}}}}
其中{\displaystyle I}是截面的截面二次轴矩、{\displaystyle A}是截面積、{\displaystyle G}是剪切模量、是{\displaystyle k}剪力修正係數（shear correction factor）、{\displaystyle q(x)}是施加的負載。針對泊松比{\displaystyle \nu }接近0.3的材料，長方形截面的剪力修正係數近似為
{\displaystyle k={\cfrac {5+5\nu }{6+5\nu }}}
法向量的轉動{\displaystyle \varphi (x)}可以用以下方程描述：
{\displaystyle {\cfrac {\mathrm {d} \varphi }{\mathrm {d} x}}=-{\cfrac {\mathrm {d} ^{2}w}{\mathrm {d} x^{2}}}-{\cfrac {q(x)}{kAG}}}
彎矩（{\displaystyle M}）及剪力（{\displaystyle Q}）為
{\displaystyle M(x)=-EI~{\cfrac {\mathrm {d} \varphi }{\mathrm {d} x}}~;~~Q(x)=kAG\left({\cfrac {\mathrm {d} w}{\mathrm {d} x}}-\varphi \right)=-EI~{\cfrac {\mathrm {d} ^{2}\varphi }{\mathrm {d} x^{2}}}={\cfrac {\mathrm {d} M}{\mathrm {d} x}}}

## 梁的動態彎曲
梁的動態彎曲（dynamic bending），也稱為梁的彎曲振動（flexural vibration），最早是由丹尼尔·伯努利在18世紀中所提出的。伯努利的振動梁運動方程容易高估梁的自然頻率，約翰·斯特拉特，第三代瑞利男爵在1877年多加入了中間平面的旋轉項，有些微改善。1921年斯蒂芬·铁摩辛柯在彎曲梁的動態響應中多考慮了剪力的影響，大幅提昇準確度。因此此定理可以用在有高頻振動，不適用動態丹尼尔·伯努利方程場合。歐拉-伯努力以及铁摩辛柯的彎曲梁動態方程仍廣泛在工程界使用。

### 歐拉-伯努力理論
針對細長、各向同性、均質、截面積不變的梁，在受到動態側向負載{\displaystyle q(x,t)}時，其歐拉-伯努力方程如下
{\displaystyle EI~{\cfrac {\partial ^{4}w}{\partial x^{4}}}+m~{\cfrac {\partial ^{2}w}{\partial t^{2}}}=q(x,t)}
其中{\displaystyle E}是楊式模數、{\displaystyle I}是截面的面積轉動慣量、{\displaystyle w(x,t)}是梁中心軸的形變，而{\displaystyle m}是梁單位長度的質量。

#### 無外力振動
若梁沒有側向力時，其振動方程如下
{\displaystyle EI~{\cfrac {\partial ^{4}w}{\partial x^{4}}}+m~{\cfrac {\partial ^{2}w}{\partial t^{2}}}=0}
梁不受力下的簡諧振動可以表示如下
{\displaystyle w(x,t)={\text{Re}}[{\hat {w}}(x)~e^{-i\omega t}]\quad \implies \quad {\cfrac {\partial ^{2}w}{\partial t^{2}}}=-\omega ^{2}~w(x,t)}
其彎曲方程為
{\displaystyle EI~{\cfrac {\mathrm {d} ^{4}{\hat {w}}}{\mathrm {d} x^{4}}}-m\omega ^{2}{\hat {w}}=0}
上式的通解為
{\displaystyle {\hat {w}}=A_{1}\cosh(\beta x)+A_{2}\sinh(\beta x)+A_{3}\cos(\beta x)+A_{4}\sin(\beta x)}
其中{\displaystyle A_{1},A_{2},A_{3},A_{4}}是常數，且
{\displaystyle \beta :=\left({\cfrac {m}{EI}}~\omega ^{2}\right)^{1/4}}
| 懸臂工字梁的振動模態 | 懸臂工字梁的振動模態 | 懸臂工字梁的振動模態 |
| -------------------- | -------------------- | -------------------- |
|                      |                      |                      |
|                      |                      |                      |

### 鐵木辛柯﹣瑞利理論
瑞利在1877年修正了歐拉-伯努力彎曲理論，多考慮了梁的截面的轉動慣量造成的效應。鐵木辛柯在1922年進一步的修正，多考慮了剪力的影響。鐵木辛柯﹣瑞利理論中允許梁的中表面之法向的剪力形變。
針對細長、各向同性、均質、截面積不變的梁，在受到動態側向負載下，鐵木辛柯﹣瑞利理論的動態彎曲方程為
{\displaystyle {\begin{aligned}&EI~{\frac {\partial ^{4}w}{\partial x^{4}}}+m~{\frac {\partial ^{2}w}{\partial t^{2}}}-\left(J+{\frac {EIm}{kAG}}\right){\frac {\partial ^{4}w}{\partial x^{2}~\partial t^{2}}}+{\frac {Jm}{kAG}}~{\frac {\partial ^{4}w}{\partial t^{4}}}\\[6pt]={}&q(x,t)+{\frac {J}{kAG}}~{\frac {\partial ^{2}q}{\partial t^{2}}}-{\frac {EI}{kAG}}~{\frac {\partial ^{2}q}{\partial x^{2}}}\end{aligned}}}
其中{\displaystyle J={\tfrac {mI}{A}}}是截面的极惯性矩，{\displaystyle m=\rho A} 是梁單位長度下的質量，{\displaystyle \rho }是梁的密度，{\displaystyle A}是截面積，{\displaystyle G}是剪力模量，{\displaystyle k}是剪力修正係數（shear correction factor）。針對帕松比{\displaystyle \nu }接近0.3的材料，剪力修正係數近似為
{\displaystyle {\begin{aligned}k&={\frac {5+5\nu }{6+5\nu }}\quad {\text{rectangular cross-section}}\\[6pt]&={\frac {6+12\nu +6\nu ^{2}}{7+12\nu +4\nu ^{2}}}\quad {\text{circular cross-section}}\end{aligned}}}

#### 無外力振動
若梁沒有側向力時，鐵木辛柯﹣瑞利理論的簡諧振動方程如下
{\displaystyle EI~{\cfrac {\mathrm {d} ^{4}{\hat {w}}}{\mathrm {d} x^{4}}}+m\omega ^{2}\left({\cfrac {J}{m}}+{\cfrac {EI}{kAG}}\right){\cfrac {\mathrm {d} ^{2}{\hat {w}}}{\mathrm {d} x^{2}}}+m\omega ^{2}\left({\cfrac {\omega ^{2}J}{kAG}}-1\right)~{\hat {w}}=0}
此式求解時，考慮{\displaystyle w}的各階導數需要是相同形式（才能互相抵消），因此其解為{\displaystyle e^{kx}}的形式。因此可以導出特徵方程式
{\displaystyle \alpha ~k^{4}+\beta ~k^{2}+\gamma =0~;~~\alpha :=EI~,~~\beta :=m\omega ^{2}\left({\cfrac {J}{m}}+{\cfrac {EI}{kAG}}\right)~,~~\gamma :=m\omega ^{2}\left({\cfrac {\omega ^{2}J}{kAG}}-1\right)}
此四次方程的解為
{\displaystyle k_{1}=+{\sqrt {z_{+}}}~,~~k_{2}=-{\sqrt {z_{+}}}~,~~k_{3}=+{\sqrt {z_{-}}}~,~~k_{4}=-{\sqrt {z_{-}}}}
其中
{\displaystyle z_{+}:={\cfrac {-\beta +{\sqrt {\beta ^{2}-4\alpha \gamma }}}{2\alpha }}~,~~z_{-}:={\cfrac {-\beta -{\sqrt {\beta ^{2}-4\alpha \gamma }}}{2\alpha }}}
無外力振動下，鐵木辛柯﹣瑞利梁方程的通解為
{\displaystyle {\hat {w}}=A_{1}~e^{k_{1}x}+A_{2}~e^{-k_{1}x}+A_{3}~e^{k_{3}x}+A_{4}~e^{-k_{3}x}}

## 準靜平板彎曲

薄板的變形，其中突顯其位移、中表面（紅色）以及中表面的法向（藍色）

梁的特點是其中一個方向的尺寸遠大於另外二個方向的尺寸。一結構若其中一個方向的尺寸遠小於另外二個方向的尺寸，則稱為平板。有許多理論要描述平板在受力下的形變以及應力分佈（板理论），其中有二種理論比較常用，分別是
- 克希荷夫–勒夫平板理論（Kirchhoff–Love theory of plates，也稱為經典平板理論）
- 明德林–賴斯納平板理論（Mindlin–Reissner plate theory，也稱為一階平板理論）

### 克希荷夫–勒夫平板理論
克希荷夫–勒夫平板理論的假設是
- 和中表面垂直的直線在形變後仍然是直線
- 和中表面垂直的直線在形變後仍然和中表面直線垂直
- 在形變前後，平板的厚度不會變化。

上述的假設意味著
{\displaystyle {\begin{aligned}u_{\alpha }(\mathbf {x} )&=-x_{3}~{\frac {\partial w^{0}}{\partial x_{\alpha }}}=-x_{3}~w_{,\alpha }^{0}~;~~\alpha =1,2\\u_{3}(\mathbf {x} )&=w^{0}(x_{1},x_{2})\end{aligned}}}
其中{\displaystyle \mathbf {u} }是板上一點的形變，而{\displaystyle w^{0}}是中表面上的位移。
應變和位移的關係如下
{\displaystyle {\begin{aligned}\varepsilon _{\alpha \beta }&=-x_{3}~w_{,\alpha \beta }^{0}\\\varepsilon _{\alpha 3}&=0\\\varepsilon _{33}&=0\end{aligned}}}
平衡方程式為
{\displaystyle M_{\alpha \beta ,\alpha \beta }+q(x)=0~;~~M_{\alpha \beta }:=\int _{-h}^{h}x_{3}~\sigma _{\alpha \beta }~dx_{3}}
其中{\displaystyle q(x)}是和平板表面垂直的力
若以位移來表示，在沒有外力下，各向同性、線彈性平板的平衡方程為
{\displaystyle w_{,1111}^{0}+2~w_{,1212}^{0}+w_{,2222}^{0}=0}
若以直接張量表示法，可以表示如下
{\displaystyle \nabla ^{2}\nabla ^{2}w=0}

### 明德林–賴斯納平板理論
明德林–賴斯納平板理論的假設類似克希荷夫–勒夫平板理論，和中表面垂直的直線在形變後仍然是直線，而且不會延展。但是和克希荷夫–勒夫平板理論不同的是：表面垂直的直線在形變後不一定仍和中表面垂直。平板的位移為
{\displaystyle {\begin{aligned}u_{\alpha }(\mathbf {x} )&=-x_{3}~\varphi _{\alpha }~;~~\alpha =1,2\\u_{3}(\mathbf {x} )&=w^{0}(x_{1},x_{2})\end{aligned}}}
其中{\displaystyle \varphi _{\alpha }}是法向的旋轉量。
依照以上假設，應變和位移之間的關係是
{\displaystyle {\begin{aligned}\varepsilon _{\alpha \beta }&=-x_{3}~\varphi _{\alpha ,\beta }\\\varepsilon _{\alpha 3}&={\cfrac {1}{2}}~\kappa \left(w_{,\alpha }^{0}-\varphi _{\alpha }\right)\\\varepsilon _{33}&=0\end{aligned}}}
其中{\displaystyle \kappa }是剪力修正係數。
平衡方程為
{\displaystyle {\begin{aligned}&M_{\alpha \beta ,\beta }-Q_{\alpha }=0\\&Q_{\alpha ,\alpha }+q=0\end{aligned}}}
其中
{\displaystyle Q_{\alpha }:=\kappa ~\int _{-h}^{h}\sigma _{\alpha 3}~dx_{3}}

## 平板的動態彎曲

### 克希荷夫平板的動態彎曲
平板的動態理論會決定在平板上震波的傳播，以及其駐波以及振動模態。克希荷夫平板動態彎曲的統御方程如下
{\displaystyle M_{\alpha \beta ,\alpha \beta }-q(x,t)=J_{1}~{\ddot {w}}^{0}-J_{3}~{\ddot {w}}_{,\alpha \alpha }^{0}}
其中（假設板的密度為{\displaystyle \rho =\rho (x)}）
{\displaystyle J_{1}:=\int _{-h}^{h}\rho ~dx_{3}~;~~J_{3}:=\int _{-h}^{h}x_{3}^{2}~\rho ~dx_{3}}
以及
{\displaystyle {\ddot {w}}^{0}={\frac {\partial ^{2}w^{0}}{\partial t^{2}}}~;~~{\ddot {w}}_{,\alpha \beta }^{0}={\frac {\partial ^{2}{\ddot {w}}^{0}}{\partial x_{\alpha }\,\partial x_{\beta }}}}
以下是一些圓形平板的振動模態。

mode k = 0, p = 1
mode k = 0, p = 2
mode k = 1, p = 2

## 外部連結
- Flexure formulae
- Beam flexure, stress formulae and calculators （页面存档备份，存于）